# Първомайско
 Тази статия е за историко-географската област.  За общината вижте Първомай (община).  
Първомайско, в миналото Борисовградско и Хаджиелеско, е историко-географска област в Южна България, около град Първомай.
Територията ѝ съвпада приблизително с някогашната Първомайска околия – основната част от днешната община Първомай (без селата Градина, Добри дол и Крушево от Чирпанско), както и селата Бодрово, Върбица, Сталево и Скобелево в община Димитровград и Жълт камък, Леново и Нови извор в община Асеновград. Разположена е на десния бряг на Марица в южната част на Горнотракийската низина. Граничи с Чирпанско на север, Хасковско на изток, Кърджалийско и Ардинско на юг и Асеновградско на запад.